# Vuoto del Boote
Il Vuoto del Boote, o Grande Vuoto, è un'enorme regione dello spazio, di forma vagamente sferica, quasi vuota e priva di galassie.

## Descrizione
Con i suoi 250 milioni di anni luce di diametro, il vuoto del Boote è uno dei vuoti più estesi dell'universo, ed è per questo che viene chiamato supervuoto. Fu scoperto nel 1981 da Robert Kirshner, Augustus Oemler, Jr., Paul Schechter e Stephen Shectam durante un'indagine di redshifts galattici.
Altri astronomi iniziarono a studiare questo vuoto e vi scoprirono alcune galassie, le prime otto nel 1987 da parte J. Moody, Robert Kirshner, G. MacAlpine e S. Gregory. M. Strauss e John Huchra annunciarono la scoperta di altre tre galassie nel 1988 e Greg Aldering, G. Bothun, Robert P. Kirshner e Ron Marzke annunciarono la scoperta di altre quindici nel 1989. Nuove galassie continuano ad essere scoperte, e dal 1997 il numero è salito a 60.
Secondo l'astronomo Greg Aldering, la dimensione del Vuoto del Boote è tale che
(Se la Via Lattea fosse stata al centro del Vuoto del Boote, non avremmo saputo che c'erano altre galassie fino agli anni '60)»

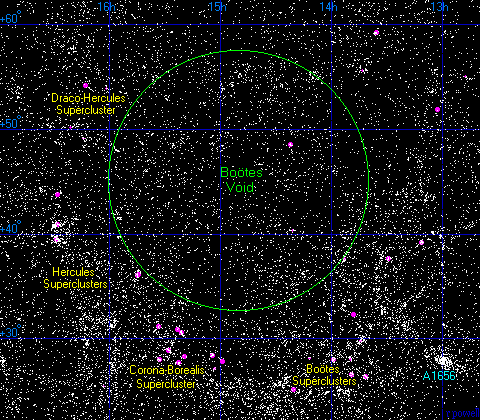
Il Vuoto del Boötes

## Nomi
Il suo primo nome, Vuoto del Boote, è dovuto al fatto che nelle vicinanze di questo supervuoto si trova la costellazione del Boote.
Il suo secondo nome, Grande Vuoto, è invece dovuto al fatto che, con i suoi 250 milioni di anni luce circa di diametro, era al tempo della scoperta il più grande vuoto conosciuto nell'universo, dunque un supervuoto.

## Teorie
Si è teorizzato che il vuoto del Boote si sia formato dall'unione di vuoti più piccoli, come le bolle di sapone creano, insieme, bolle più grandi. Questo spiegherebbe il piccolissimo numero di galassie che popolano una regione vagamente cilindrica situato nel mezzo del vuoto.

## Nei libri
Il Vuoto del Boote è nominato in alcuni libri:
- Nel romanzo Accelerando, di Charles Stross.
- Nel romanzo Time Master, di Robert L. Forward.
- Nel romanzo Il treno della notte, di Martin Amis.
- Nel romanzo House of Suns, di Alastair Reynolds.